# Gembloux Agro-Bio Tech
Gembloux Agro-Bio Tech est une des onze facultés de l'université de Liège. Fondée en 1860, la Faculté de Gembloux est la plus ancienne institution belge d'enseignement et de recherche qui se consacre exclusivement à l'agronomie et l'ingénierie biologique. Elle est depuis sa fondation établie dans l'ancienne abbaye de Gembloux, en Wallonie, la partie francophone de la Belgique, entre Namur et Bruxelles, proche de Louvain-la-Neuve.
Plusieurs autres institutions centrées sur l'enseignement ou la recherche dans les mêmes domaines gravitent autour de la faculté et font de Gembloux un véritable « agrobiopôle ».
Intégrée à l'université de Liège depuis le 1er octobre 2009, Gembloux Agro-Bio Tech est une faculté reconnue internationalement pour la qualité de son enseignement et l’excellence de ses recherches. Elle attire plus d'un millier d'étudiants issus d'une quarantaine de pays.
Gembloux Agro-Bio Tech forme des universitaires, ingénieurs, et architectes-paysagistes, des agroécologues, dans les domaines de la protection de l'environnement, de la production, de la transformation et de la valorisation des bio-ressources.

## Histoire
La Faculté occupe les bâtiments d'une abbaye bénédictine fondée vers 940 qui, après avoir traversé diverses périodes troubles, a été entièrement reconstruite entre 1762 et 1785 par l’architecte Laurent-Benoît Dewez. Célèbre architecte des Pays-Bas autrichiens du XVIIIe siècle, Dewez conçoit les nouveaux bâtiments claustraux en style néo-classique.
Après la Révolution française, les moines sont expulsés et l'abbaye est mise en vente.
En juillet 1860, l’école agricole de Thourout, en Flandre-Occidentale, créée onze ans plus tôt et fermée en 1859 pour non-renouvellement de bail est transférée à Gembloux pour former l’Institut agricole. 
L’Institut agricole, dirigé par Phocas Lejeune, lauréat de la célèbre école d’agriculture de Grignon, ouvre officiellement ses cours le 8 janvier 1861.
Les bâtiments de l’ancienne abbaye et ses terres sont d’abord loués avant d’être achetés par l’État belge en 1881.
Léopold II ayant récemment colonisé le Congo avec toute sa richesse agricole avait donc à cette époque un intérêt particulier.
Le lien qu'a d'ailleurs la Faculté universitaire des sciences agronomiques de Gembloux avec l'ancienne colonie et par extension à d'autres pays africains se manifeste encore aujourd'hui.
Le site de Gembloux, aux portes de la Hesbaye, est idéal. Les terres limoneuses sont parmi les plus fertiles du pays. La ligne de chemin de fer Namur-Bruxelles, toute récente, passe pas loin. La nouvelle implantation compte par ailleurs le haras de l’État, qui doit aider aux travaux pratiques de zootechnie.
En 1920, l’Institut agricole change d’appellation, devenant l'Institut agronomique de l’État.
En 1965, l’Institut devient la « Faculté des sciences agronomiques de l’État » puis, en 1994, la « Faculté universitaire des sciences agronomiques de Gembloux ».
En 2009, la Faculté universitaire des Sciences agronomiques de Gembloux fusionne par absorption avec l'université de Liège et devient « Gembloux Agro-Bio Tech ».

## Offre pédagogique
Gembloux Agro-Bio Tech, forte d’une longue histoire d’excellence en agronomie, est une faculté résolument tournée vers l’avenir.
Son ambition est de former des jeunes acteurs de la transition pour leur permettre de faire vivre leurs valeurs dans leurs actions professionnelles.
Gembloux Agro-Bio Tech forme des bioingénieurs grâce à un programme complet en cinq ans, essentiellement réalisées en langue française. Quatre filières d'étude distinctes permettent aux étudiants de se spécialiser dans des domaines clés des sciences du vivant :
- Sciences et technologies de l'environnement
- Gestion des forêts et des espaces naturels
- Sciences agronomiques
- Chimie et les bioindustries

En partenariat avec la Haute École Charlemagne et la Faculté d'architecture de l'université libre de Bruxelles, Gembloux Agro-Bio-Tech organise également une formation en architecture du paysage.
En partenariat avec l'Université Libres de Bruxelles et Paris Saclay, Gembloux Agro-Bio-Tech organise également une formation de niveau Master en Agroécologie.
Gembloux Agro-Bio-Tech organise également une formation de niveau Master Management de l'innovation et de la conception des aliments.
Gembloux Agro-Bio-Tech offre la possibilité d'entreprendre des études dans le cadre d'échanges européens et outre-Atlantique.
Les formations de bioingénieur dispensées au sein de Gembloux Agro-Bio Tech ont été accréditées en octobre 2013 par la Commission des titres d’ingénieur et ont reçu le label EUR-ACE (European Quality Label for Engineering Degree Programs).

## Recherche

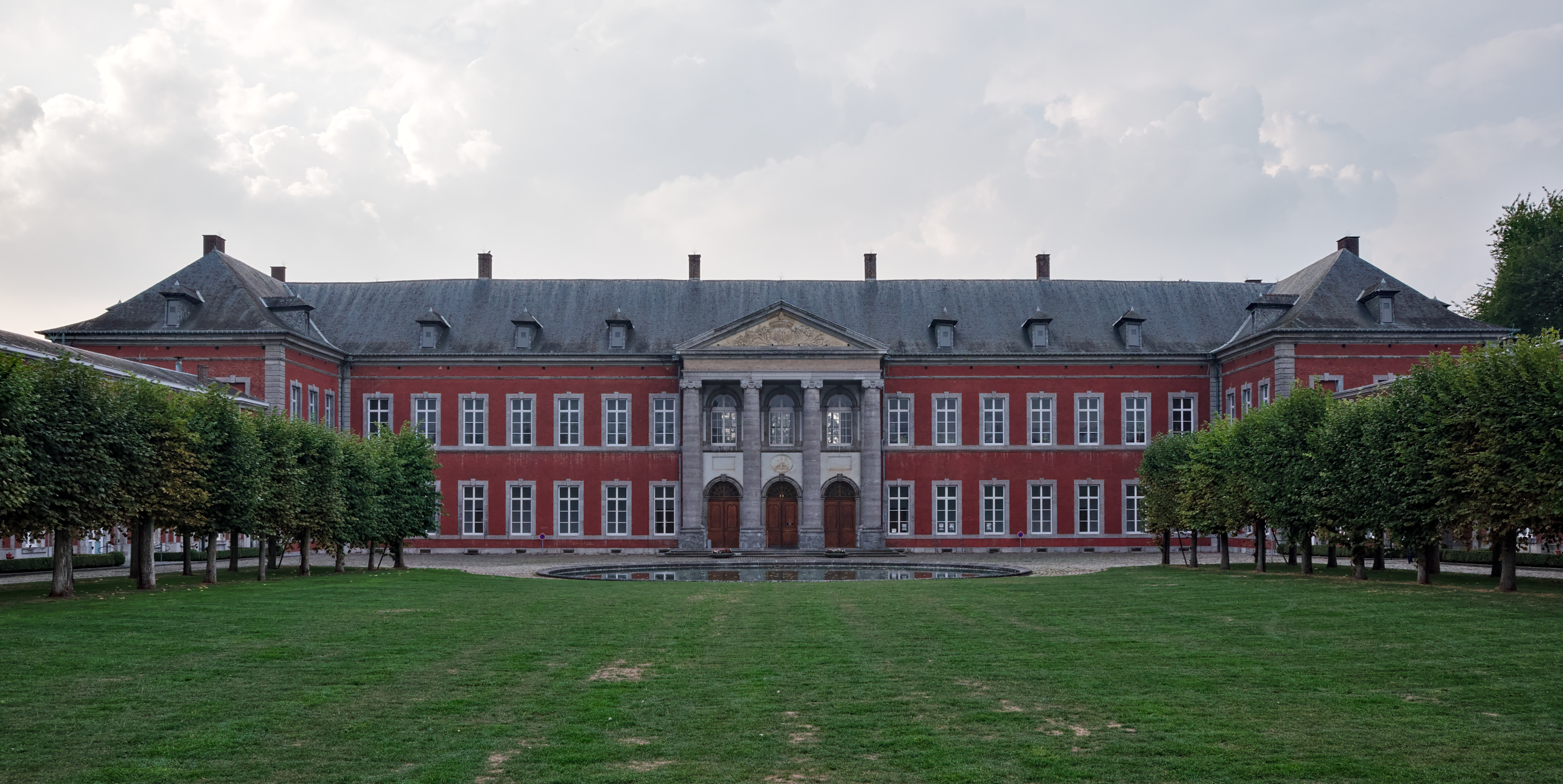
L'abbaye de Gembloux abrite la Faculté de Gembloux Agro-Bio Tech - Université de Liège.

Développer une recherche d'excellence est l'une des priorités de Gembloux Agro-Bio Tech.

### ExpérienceEcoFoodSystem
À titre d'exemple de recherche en matière de transition agroécologique, la faculté comporte un Centre d’Appui à la Recherche et à l’Enseignement « Agriculture Is Life ». Celui ci a en 2021 lancé l’expérience EcoFoodSystem. Ce travail prospectif (horizons 2050) testera la faisabilité de productions de froments, protéagineux (pois et fève), colza et cameline (pour produire des huiles riches en oméga 3) sur environ 30 hectares (autour de la réserve naturelle périurbaine de l'Escaille), durant 16 ans (soit deux cycles complets de rotations de cultures de 8 ans), la soutenabilité selon 4 modèles d’agricultures plus ou moins éco-responsables :
1. « business as usual » (utilisant des pesticides et des animaux domestiques sans se soucier d’équilibrer leur nombre avec la capacité de production du territoire et s’inscrit dans un régime alimentaire ouvert comme on en connaît de nos jours (import, export)[5] ;
2. même scénario que ci-dessus, mais zéro pesticides[5] ;
3. Scénario s’inscrivant dans une agriculture locale saine et durable en ajustant la production aux recommandations du rapport EAT-Lancet[6] pour une consommation responsable (rapport utilisé pour établir « l’alimentation idéale de demain »). Ce scénario est « zéro phyto » et utilise les animaux, en diminuant toutefois drastiquement leur nombre)[5] ;
4. même scénario que ci-dessus mais sans recourir à l'animal d’élevage[5].

L'expérience omet la pomme de terre et la betterave dont la production est déjà excédentaire en Belgique. Les champs seront tous entourés de « bordures écologiques » (fleurs sauvages) formant une trame de zones refuges pour les auxiliaires de l'agriculture, où l'on étudiera les effets de la réduction des pesticides.

## Docteurshonoris causa[7]
- Le roi Léopold III (1960).
- Léopold Sédar Senghor, président de la République du Sénégal (1976).
- Haroun Tazieff, directeur de la cellule ministérielle « Prévention des risques naturels majeurs » de France (1982).
- Le roi Baudouin (1985).
- Danielle Mitterrand (1997)
- Jan Fabre (2007)
- Pierre Gagnaire, grand chef cuisinier (2010)[8].
- Jean Ziegler, membre du Comité consultatif du Conseil des droits de l’homme de l’Organisation des Nations unies (2010).
- José Graziano da Silva, directeur général de la FAO (2016)

## Anciens étudiants
- Pablo Servigne, docteur en biologie, chercheur in-terre-dépendant, écrivain. Diplômé en 2002.
- René Préval, président de la République d'Haïti (1996-2001 / 2006-2011)
- Sabine Laruelle, femme politique belge
- Haroun Tazieff, volcanologue et géologue français
- Marcel Jamagne, pédologue
- Jean Stéphenne, président et directeur général de GlaxoSmithKline belge
- Guy Mergeai (diplômé en 1982), professeur de phytotechnie et d'horticulture, spécialiste de l'Artemisia

## Cinéma
- La Clé des champs (1948), 14 minutes. Documentaire réalisé par Lucien Deroisy.